# Arajadzor
Arajadzor là một đô thị thuộc tỉnh Syunik, Armenia. Dân số ước tính năm 2011 là 147 người.